# Palazzo dell'Università (Martina Franca)
Il Palazzo dell'Università è un edificio settecentesco di Martina Franca e si erge in Piazza Plebiscito, vicino la chiesa madre di San Martino.

## Storia
Nel 1478 Ferdinando d’Aragona, re di Napoli, concesse a Martina Franca di amministrarsi tramite l’Università. Il luogo scelto per erigere la sede di questo piccolo governo locale fu la piazza in cui già esisteva la chiesa di San Martino, simbolo del potere religioso nella cittadina. Tra il 1734 e il 1761 furono introdotti i decori barocchi e ultimati i lavori al palazzo.

## Descrizione
L'edificio si presenta sulla facciata della piazza principale, ovvero Piazza Plebiscito, divisa in cinque campate precisamente evidenziate da paraste in pietra. Il portale d'ingresso, non centrale rispetto al prospetto, si colloca nella campata più stretta ed è contornato da una coppia di paraste con capitelli a volute inverse. Segue in alto un balconcino evidenziato anch'esso da una coppia di paraste questa volta con capitello dorico. Sotto il timpano curvo di questo balconcino trovano spazio il bassorilievo del cavallo, simbolo della città, e il cartiglio esplicativo sulla fondazione del palazzo. I timpani dei balconcini posizionati a destra e a sinistra del portale d'ingresso riportano la stessa decorazione, ossia di un frontone smussato con al centro uno scudo, invece completamente diversa è la decorazione dei frontoni della quarta e quinta campata, sinonimo questo di un ripensamento del progetto originario o di aggiunte successive.
Il nome della struttura deriva dal termine Università che, nell’Italia meridionale, indicava la sede del municipio o del parlamento locale ed era universale perché ambiva a raccogliere le istanze di tutti i ceti.

## Utilizzo
Attualmente il Palazzo dell'Università è occupato dalla Società Artigiana, associazione di mutuo soccorso di ispirazione mazziniana, fondata nel 1888 da Paolo Grassi e Raffaele Casavola. La Società Artigiana nacque in seguito ad alcuni dissidi interni alla Società Operaia (via Garibaldi), che comportarono la scissione in due fazioni ben distinte.